# ا باو ا کوآ

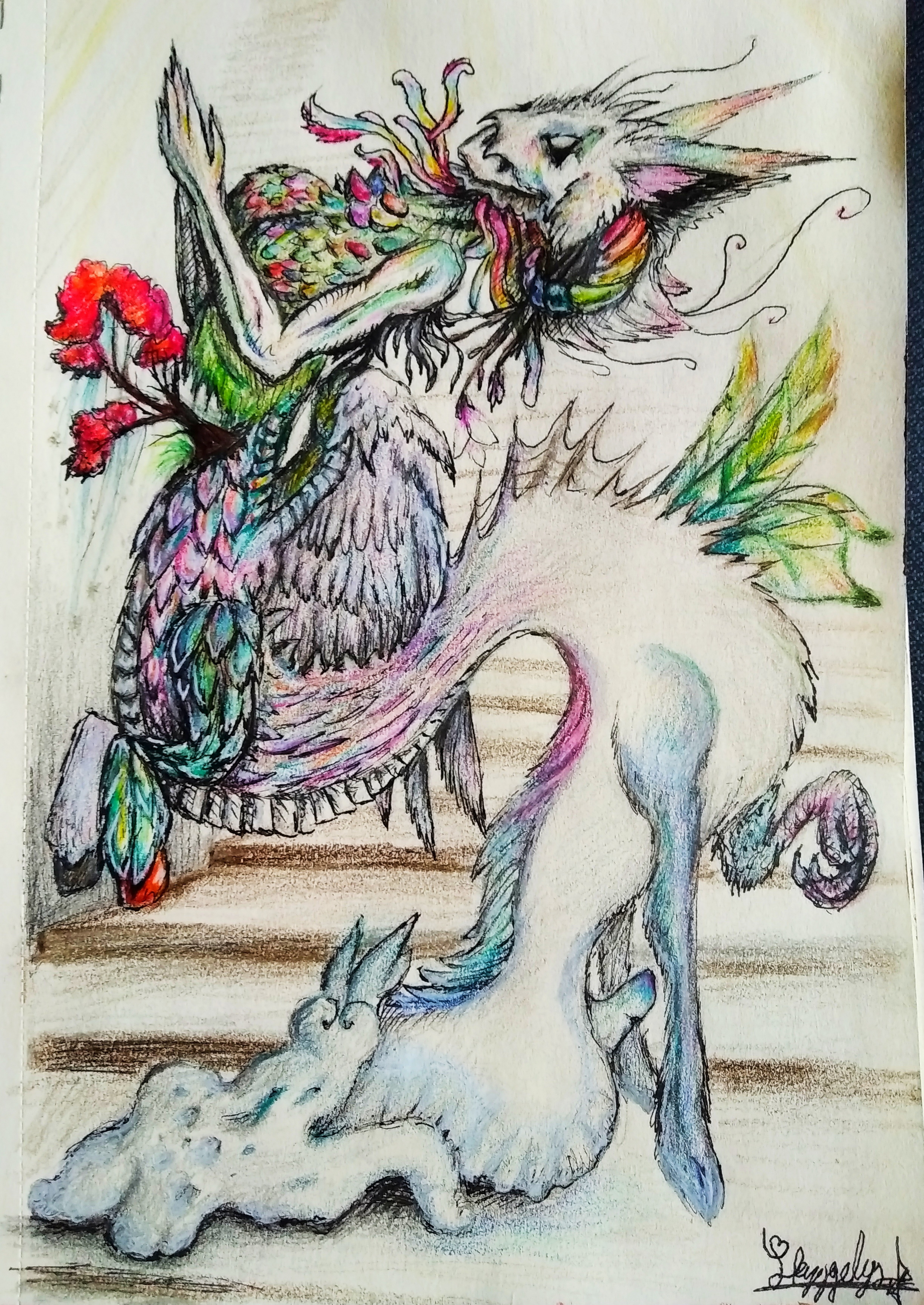
یک برداشت هنری از آ باو آ کوآ

اَ باو اَ کوآ یک موجود افسانه‌ای میواری است که در کتاب موجودات خیالی نوشتهٔ خورخه لوئیس بورخس شرح داده شده است. بورخس ادعا کرد که آن را یا در مقدمه‌ای از هزار و یک شب از ریچارد فرانسیس برتون و یا در کتاب جادوگری مالزی (۱۹۳۷) از سی.سی. ایتیوریو یافته است. مرجع بارتون به زبان اسپانیایی کلاسیک ارائه شده است، اما در متن انگلیسی به مرجع ایتیوریو تغییر یافته است، احتمالاً برای اینکه آن‌را عجیب‌تر کند یا به عنوان مرجعی برای دوست بورخس، ایتیوریو باشد. نویسنده آنتارس حدس می‌زند که داستان بورخس می‌تواند از افسانهٔ اورنگ اصلی الهام گرفته باشد و اینکه «اَ باو اَ کوآ» می‌تواند کوتاه شدهٔ اَبنگ اَکیو و به معنای«برادر بزرگتر من» باشد.
در داستان بورخس، اَ باو اَ کوآ در پله‌های برج پیروزی در چیتور زندگی می‌کند، که از بالای آن می‌توان «زیباترین چشم انداز جهان» را مشاهده کرد. اَ باو اَ کوآ منتظر اولین قدم مردی است که به اندازهٔ کافی شجاع باشد تا از پله‌ها بالا برود. تا آن لحظه، دراز می‌کشد و می‌خوابد، بی‌شکل و شفاف است تا زمانی که کسی رد شود. سپس، هنگامی که مرد شروع به بالا رفتن می‌کند، موجود از خواب بیدار می‌شود و از پشت سر دنبالش می‌کند. با پیشرفت و بالا رفتن بیشتر، شروع به شفاف‌تر و رنگین‌تر شدن می‌کند. نور آبی‌ای دارد که با صعود افزایش می یابد. اما فقط وقتی فرد به بالای برج و نیروانا می‌رسد، به کمال می‌رسد. بنابراین اعمال او هیچ سایه‌ای ندارد. اما تقریباً در تمام مدت، افراد نمی‌توانند به بالا برسد زیرا کامل نیستند. هنگامی که اَ باو اَ کوآ متوجه این موضوع شود، به حالت آویزان درمی‌آید، رنگ و پدیداری‌اش را از دست می دهد و از پله ها پایین می رود تا اینکه به طبقهٔ پایین می‌رسد و یک بار دیگر خفته و بی‌شکل می‌شود. با انجام این کار، فریاد کوچکی می‌کشد، آنقدر آرام که شبیه زنگ‌زدن ابریشم است. هنگامی که لمس می‌شود، مانند پرز پوست هلو است. در طول زندگی جاودانهٔ خود، اَ باو اَ کوآ تنها یک‌بار به مقصد خود یعنی بالای برج رسیده است. 